# Distretto di Przemyśl
Il distretto di Przemyśl (in polacco powiat przemyski) è un distretto polacco appartenente al voivodato della Precarpazia.

## Geografia antropica

### Suddivisioni amministrative
Il distretto comprende 10 comuni.
- Comuni rurali: Bircza, Dubiecko, Fredropol, Krasiczyn, Krzywcza, Medyka, Orły, Przemyśl, Stubno, Żurawica